# Wielka Synagoga w Kutaisi
Wielka Synagoga w Kutaisi – synagoga znajdująca się w mieście Kutaisi w Gruzji, przy ulicy Borisa Gaponowa 57-59. Znajduje się w dworze synagogalnym wraz z małą synagogą. Jest jednym z trzech zachowanych żydowskich domów modlitwy w mieście.
Synagoga została zbudowana w 1885 roku. Jest drugą co do wielkości synagogą w kraju, po Wielkiej Synagodze w Tbilisi. Obecnie służy niewielkiej, lokalnej gminie żydowskiej.

## Galeria

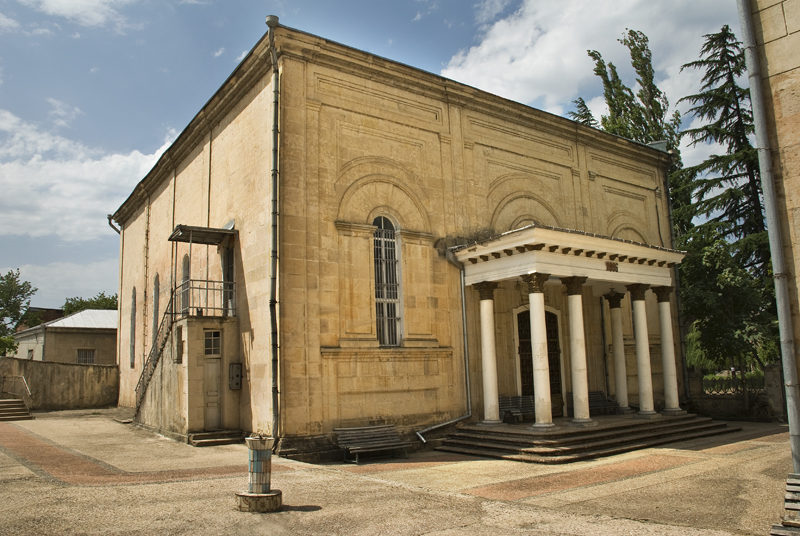
Synagoga
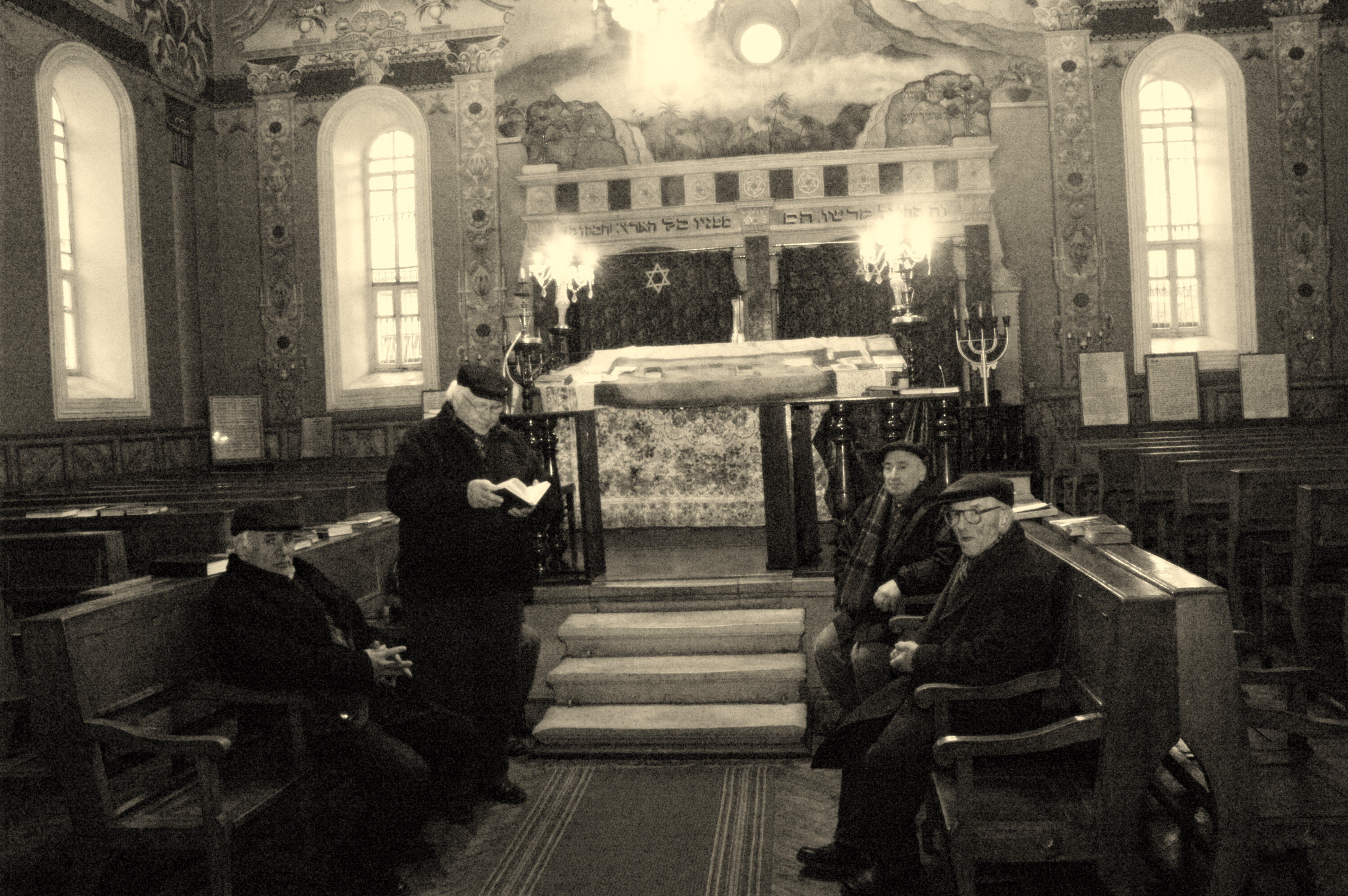
Wnętrze synagogi
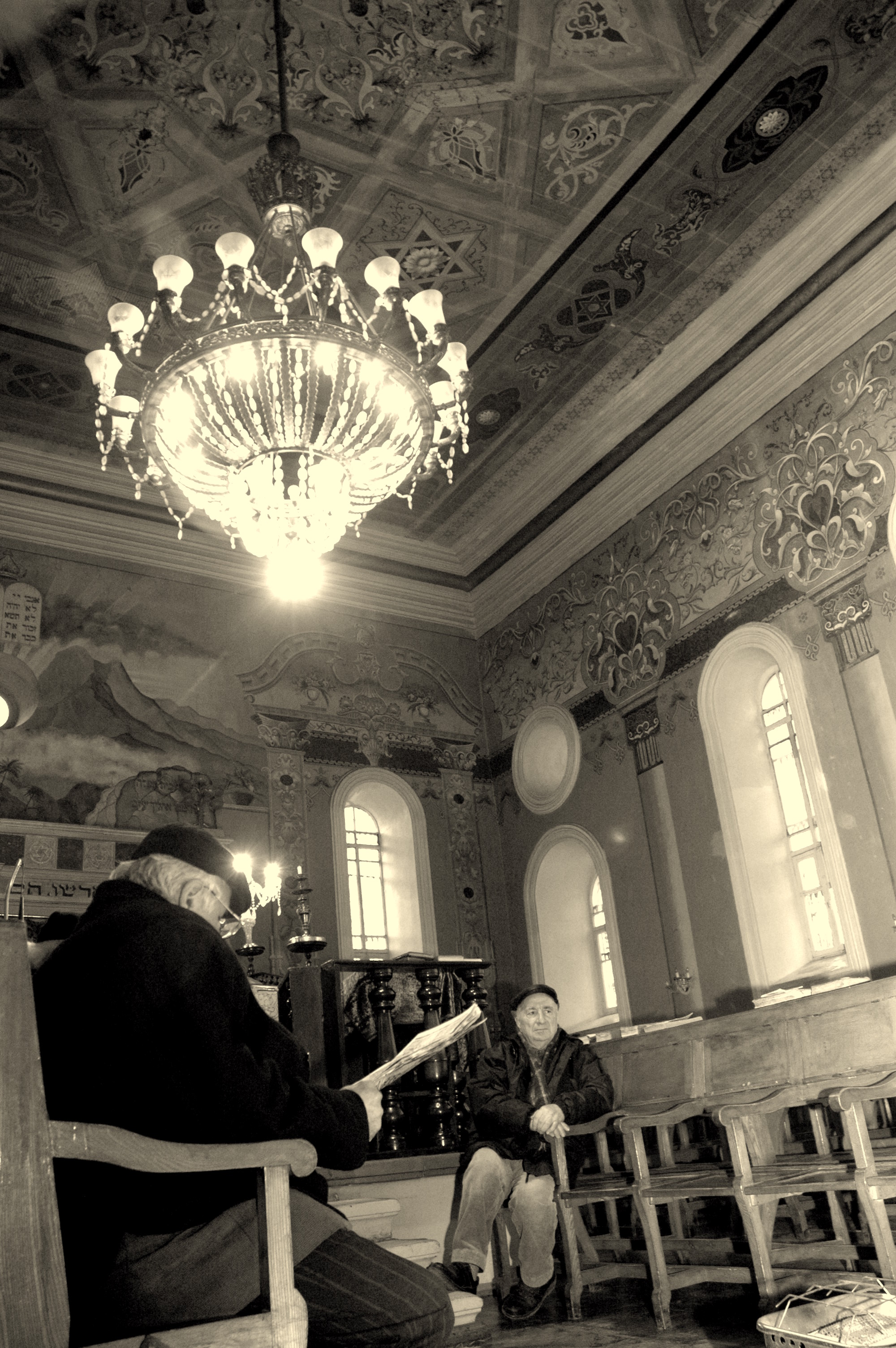
Wnętrze synagogi
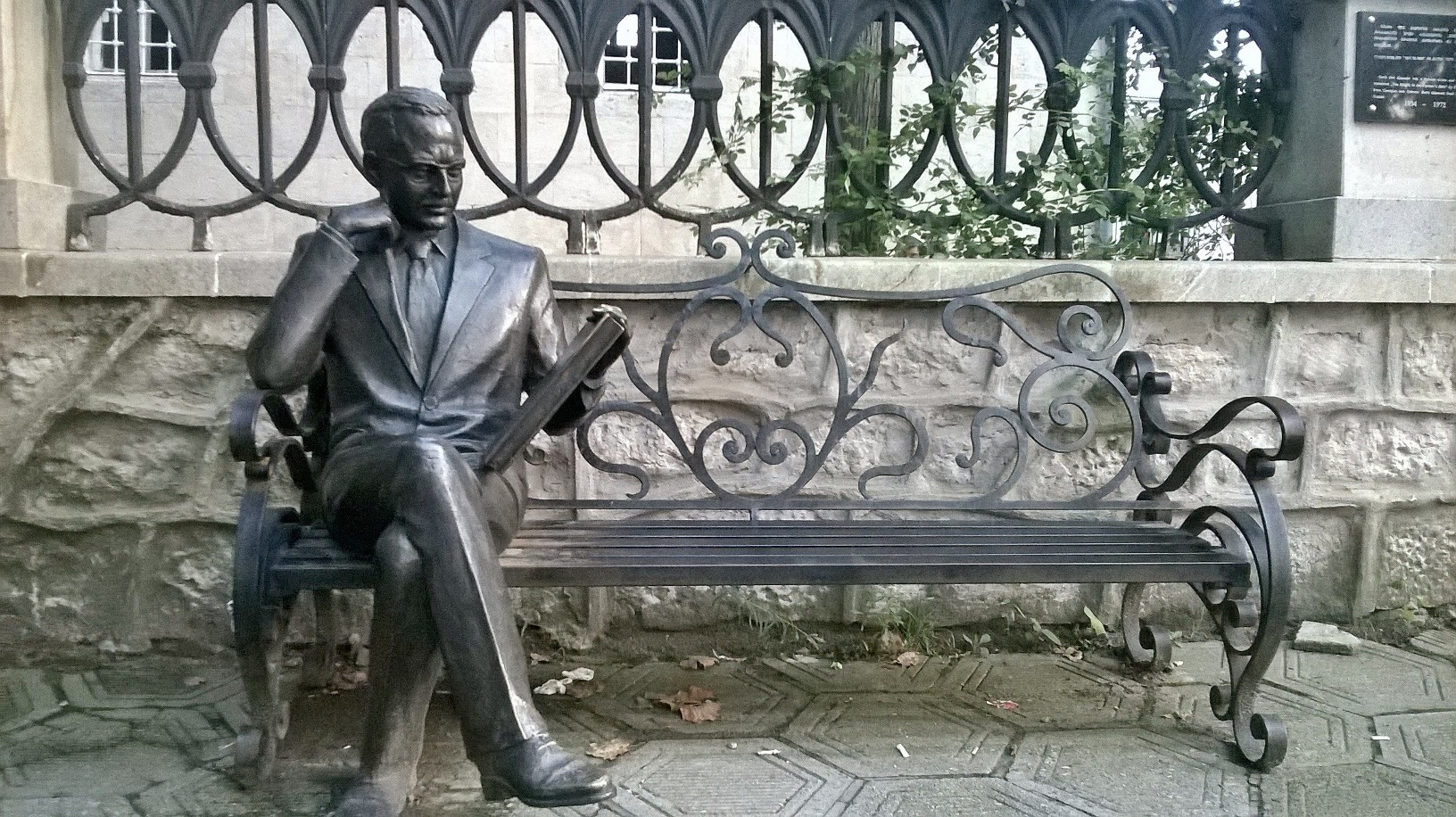
Ławeczka pomnikowa Borisa Gaponowa